# Taudactylus eungellensis
Taudactylus eungellensis är en groddjursart som beskrevs av Liem och William Hosmer 1973. Taudactylus eungellensis ingår i släktet Taudactylus och familjen Myobatrachidae. IUCN kategoriserar arten globalt som akut hotad. Inga underarter finns listade i Catalogue of Life.